# Hipparchia azorina
Hipparchia azorina (лат.) — вид дневных бабочек семейства Бархатницы. Этот вид является эндемиком Азорских островов. Его природные места обитания — умеренные леса и луга. Данная бабочка находится под угрозой потери мест обитания.